# 國際佛教研究協會
國際佛教研究協會（英語：International Association of Buddhist Studies，简称“ABS”），为1976年成立于美国威斯康辛州麦迪逊市的一个佛教研究学会。
该协会主要任务是在促进和加强佛教在国际范围内领域研究、组织国际佛教学者协作交流、出版学习和研究佛教書籍、鼓励和支持刊布、翻译佛教的原始文献等。该会现设有欧洲、美洲和亚洲三个地区中心，其由主席、副主席、秘书长與若干佛学家组成。会址设在美国威斯康辛大学南亚学系。

## 外部連結
- International Association of Buddhist Studies （页面存档备份，存于）